# Theodor Goldstein
Theodor Goldstein (geboren am 1. Juli 1912 in Berlin; gestorben am 7. Februar 1996 in Potsdam) war der (Neu-)Gründer der jüdischen Gemeinde Potsdam und gleichzeitig ihr erster Vorsitzender.

## Leben
Theodor Goldstein überlebte die Nazi-Gewaltherrschaft in Deutschland. Er wurde 1939 für viereinhalb Monate im Arbeitserziehungslager Wuhlheide interniert. Ab 1941 hielt er sich in Berlin, Glindow, Rheinsberg, Gühlen-Glienicke und Neuruppin versteckt und wurde 1945 von der Roten Armee in Rheinsberg befreit. Seit 1946 lebte Theodor Goldstein mit seiner Familie in Potsdam. In den Jahren nach 1989 engagierte er sich besonders für die Entwicklung des jüdischen Lebens in Potsdam und die Bewahrung jüdischer Traditionen und Geschichte. Mit großem persönlichem Einsatz folgte er den Spuren der Vergangenheit und entdeckte zahlreiche jüdische Friedhöfe im Land Brandenburg neu.
Goldstein, der während der DDR-Zeit von der Schweriner jüdischen Gemeinde betreut wurde, kümmerte sich ab Ende der 1980er Jahre um die Aufrechterhaltung und Erinnerung des einstmals vitalen jüdischen Lebens in Brandenburg, wovon heute nur noch die Grabsteine der jüdischen Friedhöfe zeugen. Deren Verfall zu stoppen, ihre Einebnung zu verhindern, sie zu restaurieren und mit Gedenksteinen der Toten und der vertriebenen (und oftmals verschleppten und getöteten) deutsch-jüdischen Bevölkerung in den verschiedenen Orten Brandenburgs zu gedenken war ihm ein Anliegen.
In der DDR wurde das Thema Judentum ausgespart und nur am Rande thematisiert, wenn z. B. ein von den Nationalsozialisten verfolgter Kommunist gleichzeitig jüdisch war. Deshalb war es ihm ein Bedürfnis das Wissen und Bewusstsein um die Erhaltenswürdigkeit brandenburgisch-jüdischer Spuren zu mehren.
Zum Tode des ältesten jüdischen Mitbürgers Potsdams sagte der damalige Minister Reiche: „Mit Theodor Goldstein hat Potsdam den Doyen der Jüdischen Gemeinde verloren. Er hat an Deutschland gelitten und ist dennoch in Deutschland geblieben. Er gründete in Potsdam die Jüdische Gemeinde wieder und entdeckte die jüdischen Friedhöfe im Land Brandenburg neu. Wir werden ihm ein ehrendes Andenken bewahren.“